# Erythrothrips bishoppi
Erythrothrips bishoppi är en insektsart som beskrevs av Dudley Moulton 1929. Erythrothrips bishoppi ingår i släktet Erythrothrips och familjen rovtripsar. Inga underarter finns listade i Catalogue of Life.